# Giovanni Battista Breda
Giovanni Battista Breda (* 21. Juli 1931 in Melegnano; † 13. Juli 1992 in Mailand) war ein italienischer Degenfechter.

## Erfolge
Giovanni Battista Breda nahm an drei Olympischen Spielen teil: 1960 belegte er in Rom den achten Platz der Einzelkonkurrenz, vier Jahre darauf erreichte er in Tokio im Mannschaftswettbewerb die Finalrunde, die die italienische Equipe hinter Ungarn und vor Frankreich auf dem zweiten Rang abschloss. Gemeinsam mit Giuseppe Delfino, Gianfranco Paolucci, Alberto Pellegrino und  Gianluigi Saccaro erhielt Breda so die Silbermedaille. Bei den Olympischen Spielen 1968 in Mexiko-Stadt wurde er mit der Mannschaft Sechster.